# AllMusic
Az AllMusic (korábban AMG) az All Media Guide tulajdonában levő zenei metaadatbázis. 1991-ben hozta létre Michael Erlewine, a következő évben jelent meg az első kézikönyv. 1993-ban a zenei adatbázist filmes és videójáték-adatbázissal is kiegészítették.
Az AMG központja a michigani Ann Arborban található az Amerikai Egyesült Államokban.

## Tartalma
Az Allmusic tartalmát szakértő írók, szerkesztők és adatrögzítők hozzák létre. Az írók között több mint kilencszáz zenekritikus van, akik recenzálják az albumokat és dalokat, és megírják az életrajzi cikkeket.
Az adatbázis tartalma:
- Általános metaadatok: nevek, műfajok, értékelés, szerzői jogi adatok stb.
- Leíró tartalom: stílusok, témák stb.
- Relációs tartalom: hasonló művészek és albumok, hatások stb.
- Szerkesztői tartalom: életrajzok, kritikák, helyezések stb.

Az Allmusic 2010. áprilisi statisztikája szerint az adatbázis 1 888 000 albumot, több mint 17 000 000 dalt, több mint 360 000 albumkritikát, 77 000 életrajzot és több mint 1 200 000 albumborítót tartalmaz.
Az allmusic.com honlap 1995 óta üzemel; az adatbázist a Windows Media Player és a Musicmatch Jukebox is használja a különféle albumok és dalok azonosításához. Az iTunes Music Store, a Zune Marketplace, az eMusic, az AOL, a Yahoo!, az Amazon.com és számos más zenei áruház is használja az Allmusic adatbázisát.